# Anton Schmidt (Architekt)
Anton Schmidt (* 20. Mai 1786 in Aradul Nou oder Makó, Österreichisches Kaiserreich; † 11. April 1863 in Timișoara, Königreich Ungarn, Kaisertum Österreich) war ein österreich-ungarischer Architekt und Baumeister ungarischer Abstammung.

## Leben

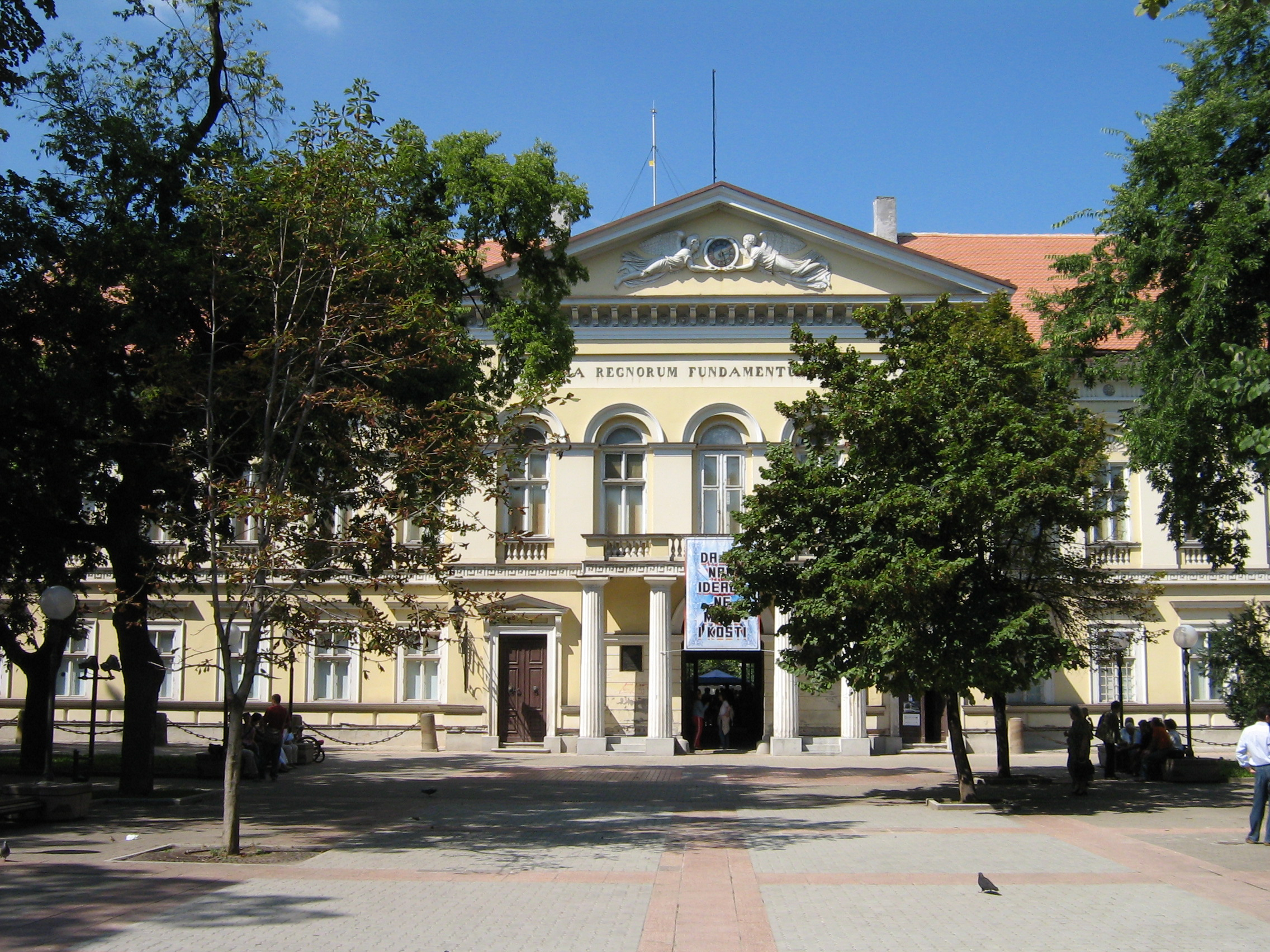
Ehemaliges Stadthaus in Pančevo, heute Museum

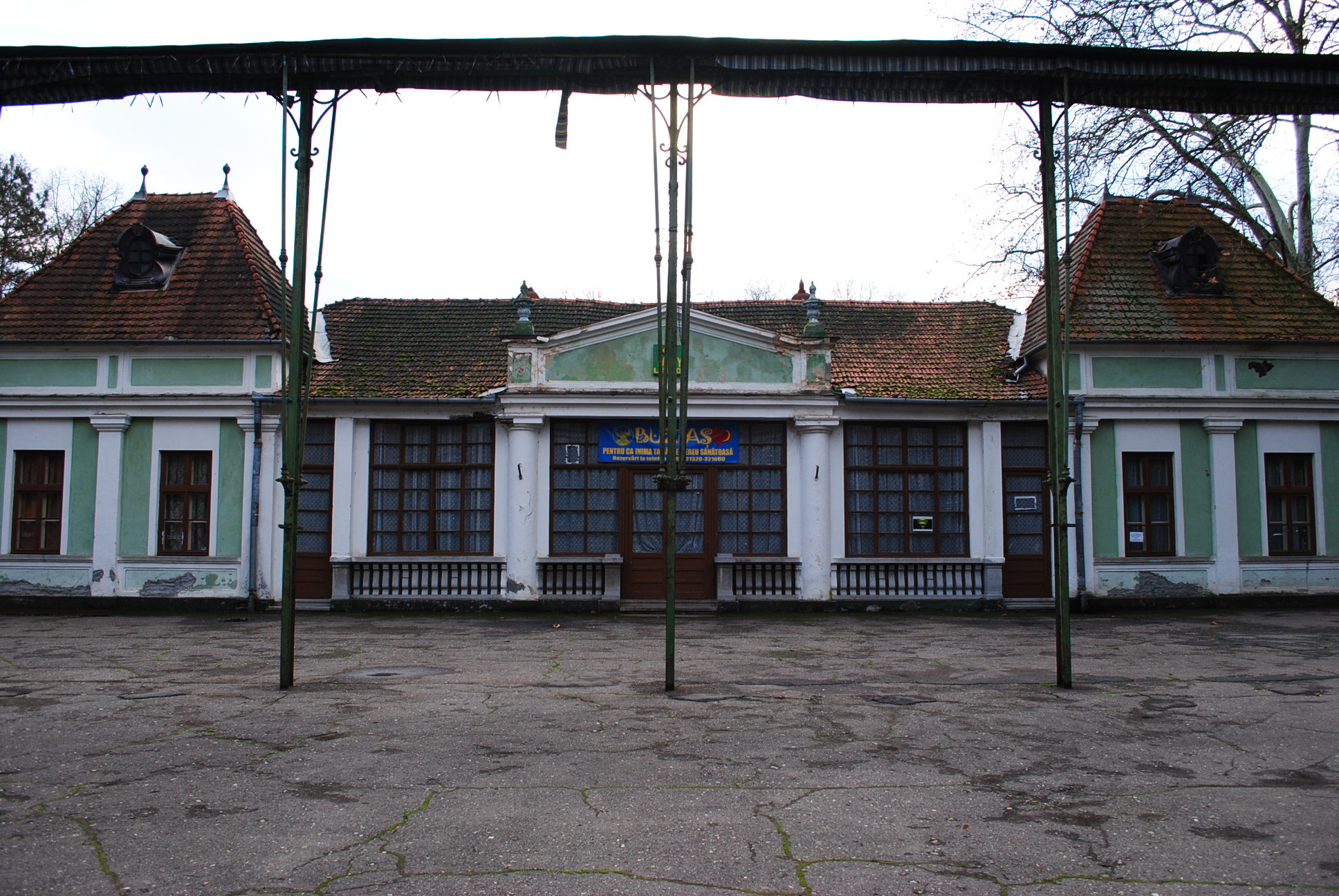
Kurhaus in Buziaș, Rumänien

Anton Schmidt war der Sohn eines ungarischen Lehrers, der im 17. Jahrhundert aus dem Szekler-Gebiet in Siebenbürgen nach Makó im heutigen Ungarn ausgewandert war. Dort gab die Familie den Familiennamen Kovács auf und nahm den Namen Schmidt an. Schmidt beendete 1807 eine dreijährige Lehre und ebensolanges Praktikum bei Franz Pumberger, einem auf Befestigungen spezialisierten Baumeister in Aradul Nou. Danach unternahm er Reisen nach Ungarn, Wien und im historischen Banat.
1809 heiratete Anton Schmidt und wurde in Timișoara sesshaft. 1815 wurde er in die Maurerzunft von Timisoara aufgenommen. Im gleichen Jahr wurde er auch offiziell Bürger der Stadt. Bis in die 1830er war er für kleinere Aufträge zuständig, darunter die römisch-katholische Kirche in Orțișoara und Gaststätten in Timisoara. 1822 starb seine erste Frau und er heiratete Anna Mayer, Tochter des Stadtrates Franz Mayer in Timisoara.
Danach konzentrierte er sich auf militärische Aufträge, darunter Kasernen, Lazarette und Wohnhäuser für Offiziere, aber auch auf Aufträge für wohlhabende Familien, die öffentliche Verwaltung und die Kirche in den Stadtteilen Iosefin und Maiere (Elisabetin) und dem Banater Umland. Er war ein Vertreter des Klassizismus. „Sein ganzes Leben hat er davon geträumt, Paläste im Stil der italienischen Renaissance zu bauen“.
1835 veröffentlichte er Az épiô mesterség, eine Art Handbuch für Baumeister. 1851 zog sich Anton Schmidt aus dem öffentlichen Leben zurück und ging in Pension.

Das Strohmayer- oder Catharina-Hertl-Haus und die Evangelische Kirche in Timișoara in Rumänien, das Armeekrankenhaus und das Gebäude der Stadtverwaltung in Pančevo in Serbien sind einige der Bauten Schmidts, die heute noch stehen. Das Kunstmuseum von Timișoara widmete ihm 2008 die Ausstellung Ein Banater Architekt von europäischen Dimensionen.

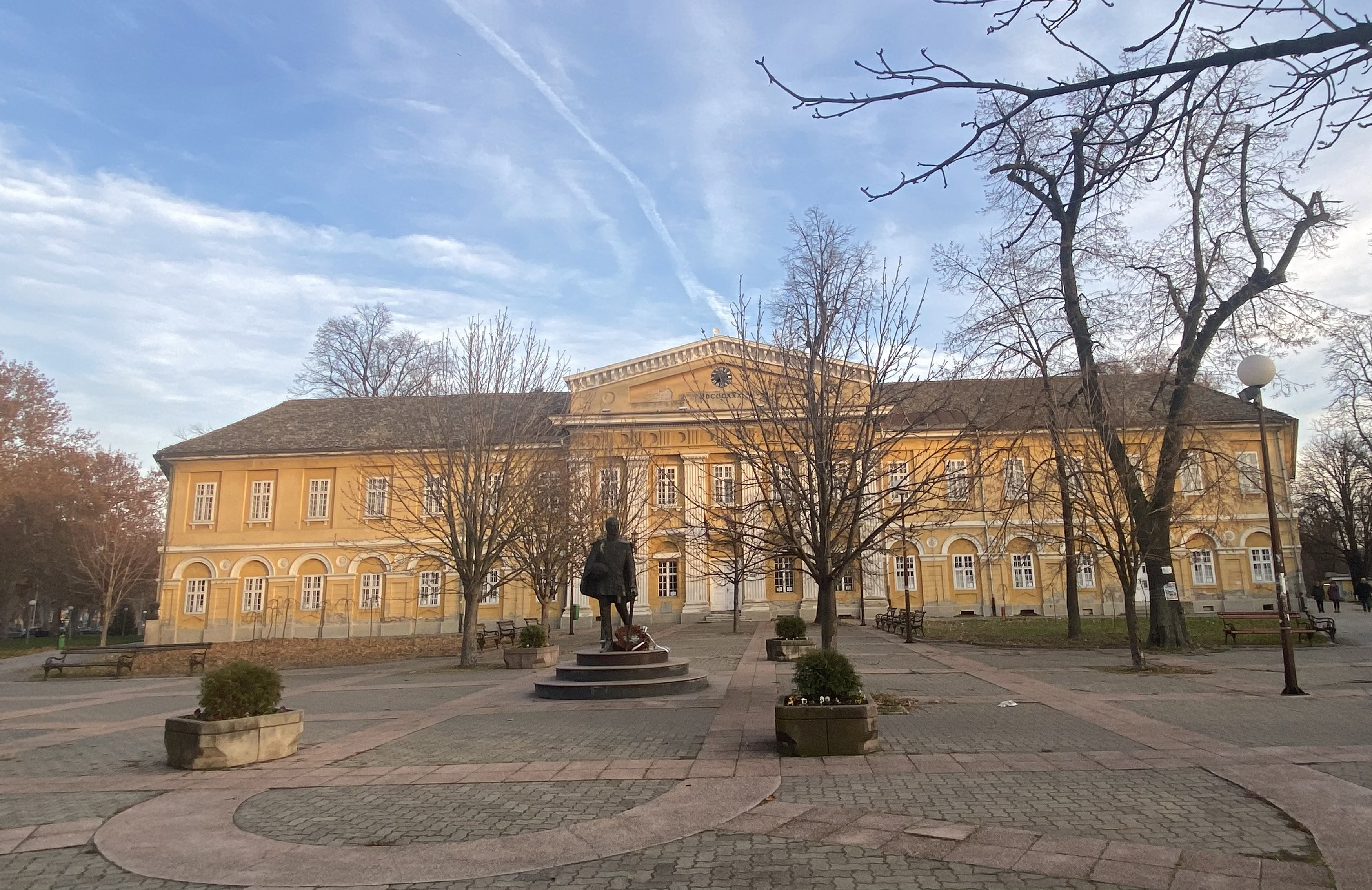
Das ehemalige Armee-Krankenhaus in Pančevo, Serbien

## Werke
Da die Aufzeichnungen über die Werke von Anton Schmidt lückenhaft sind, ist es schwer festzustellen, ob die Liste vollständig ist und ob alle Baupläne tatsächlich verwirklicht wurden:
- Römisch-katholische Kirche in Orțișoara, Rumänien. Das Gebäude wurde 1809 errichtet, vom Bischof Ladislaus Köszeghy de Remete eingeweiht und dem Heiligen Hubertus von Lüttich gewidmet.[3]
- Das Gasthaus La Regina Angliei (Die Königin von England) im Stadtteil Fabric, Timișoara, Rumänien. Das Gasthaus wurde in der ersten Hälfte des 18. Jahrhunderts in klassizistischem Stil errichtet. Das Gebäude wurde 1853 und 1863 umgebaut und danach als serbisches Theater bis 1919 genutzt.[4]
- Spiritusfabrik in Pesac, Rumänien
- Backofen und Rauchfang des Gasthauses Ad auream cervam, Timișoara, Rumänien
- Armeekrankenhaus Spital Militar in Pančevo, Serbien
- Haus der Stadtverwaltung in Pančevo, Serbien
- Reformierte Kirche von Debeljača, Serbien
- Schloss von Puszta-Oroslamos in Banatsko Aranđelovo, Serbien
- Umbau des Schlosses der Familie Kiss, Elemir, Serbien
- Sitz für den Grafen Kratsonyi, Beodra, Serbien
- Kursalon, Buziaș, Rumänien
- Herrenhaus für die Familie Muslay, Herneacova, Rumänien
- Renovierung der Sankt Georgskirche, Timișoara, Rumänien
- Erweiterung des Lyceum Timisiense, Timișoara, Rumänien
- Evangelische Kirche, Timișoara, Rumänien. Das Gebäude wurde 1837–1839 im klassizistischen errichtet und steht auf der Piaţa Ion I. C. Brătianu.[5]
- Strohmayer- oder Christina Hertl-Haus, Timișoara, Rumänien. Das Gebäude auf der Piața Unirii (Timișoara) wurde im klassizistischen Stil gebaut und 2017 renoviert.[6]
- Geniu-Kaserne, Timișoara, Rumänien